# Johan Adolf Willkommen
Johan Adolf Willkommen, född 1754, död 16 mars 1804 i Stockholm, var en svensk hovgravör.
Han var son till juveleraren Johan Otto Willkommen och anställdes 1796 som gravör av hertig Karl.  